# 泰拿尼斯體育會
泰拿尼斯體育會（西班牙語：Club Atlético Talleres），一般稱為泰拿尼斯，是阿根廷科爾多瓦的足球隊，也稱為「铁路工场」，1913年成立。2016年取得阿乙冠軍，之後參加阿甲。隊名取自西班牙語中的「工廠」。由於與在鐵路車間工作的工人有關，其創始人托馬斯勞森決定採用英國俱樂部布萊克本流浪者隊的紫色和白色垂直桿作為他的顏色，目前改為藍色和白色。

## 形狀和顏色
顏色在俱樂部章程中定義。藍白相間的條紋在五線譜中穿插。
縱觀歷史，黃、橙、白、酒紅、灰、黑、紅等十幾種顏色交替出現在球員身上。
盾牌形狀在規約或任何官方文件中都沒有定義。在這百年間，有二十多種設計出現在各種登記冊中。
目前的管理層已決定在形狀和顏色組合中使用更傳統的筆觸，直到合作夥伴的參與伴隨著一項允許其正式納入章程的決定。

## 榮譽
- 阿根廷足球乙級聯賽 (2): 1997–98, 2016
- Torneo Federal (2): 2012–13, 2015
- 南美足協盃 (1): 1999
- 兄弟会杯 (1): 1977
- Liga Cordobesa de Fútbol (27): 1915, 1916, 1918, 1921, 1922, 1923, 1924, 1934, 1938, 1939, 1941, 1944, 1945, 1948, 1949, 1951, 1953, 1958, 1960, 1963, 1969, 1974, 1975, 1976, 1977, 1978, 1979

## 外部鏈接
1. ↑  . 中國足彩網.
2. ↑  .   [2016-11-08]. （原始内容存档于2016-11-08）.
3. ↑  .   [2023-03-07]. （原始内容存档于2013-09-29）.
4. ↑  . Club Atlético Talleres.   [2022-04-01]. （原始内容存档于2022-08-15）.